# Eerstegraads brandwond

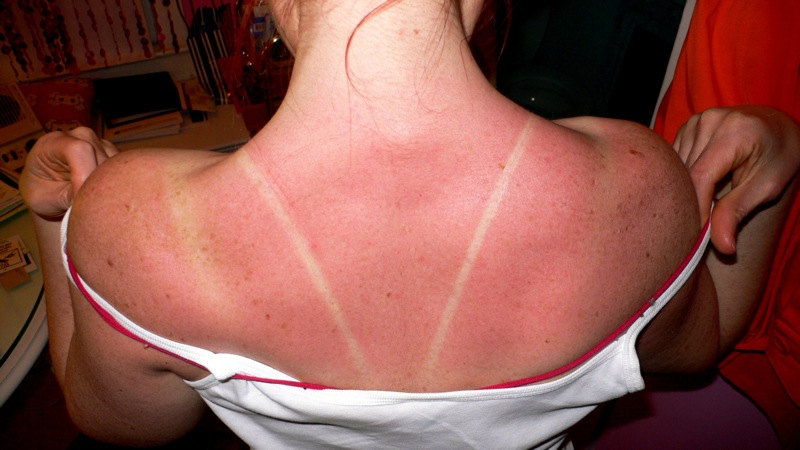
Een eerstegraads verbranding door de zon

Een eerstegraads brandwond is een brandwond waarbij alleen de opperhuid beschadigd is.
De huid is rood, droog, soms lichtgezwollen. Meestal doen eerstegraads brandwonden pijn door prikkeling van de zenuwuiteinden. Eerstegraads brandwonden genezen vanzelf binnen enkele dagen en laten geen littekens achter. Er treedt geen blaarvorming op (dan is de brandwond namelijk per definitie een tweedegraads brandwond).
Eerstegraads brandwonden worden vaak veroorzaakt door verbranding door de zon. Dergelijke verbrandingen zijn gemakkelijk te voorkomen door uit de zon te blijven, of een zonnebrandcrème met een goede beschermingsfactor te gebruiken. Het is overigens niet de zonnewarmte maar de ultraviolette straling van de zon die voor de verbranding verantwoordelijk is; deze treedt ook wel op na overmatige blootstelling aan straling van zonnebanken en hoogtezonnen.